# La Nuit américaine (roman)
Pour les articles homonymes, voir La Nuit américaine.
La Nuit américaine est un roman de Christopher Frank, publié le 1er décembre 1972 aux éditions du Seuil.
Il a été récompensé par le prix Renaudot l'année de sa parution.

## Adaptation
Le roman a été adapté au cinéma par Andrzej Żuławski dans le film L'important c'est d'aimer, sorti en 1975, avec Romy Schneider dans le rôle principal.
Le film de François Truffaut de même titre que le roman, sorti en 1973, n'a aucun rapport avec ce roman.

## Éditions
- La Nuit américaine, éditions du Seuil, 1972,  (ISBN 978-2-02-001749-7).